# اليوم العالمي للإبداع والابتكار
يتم الاحتفال باليوم العالمي للإبداع والابتكار في 21 نيسان/أبريل من كل عام بموجب قرار الجمعية العامة للأمم المتحدة الصادر بتاريخ 27 نيسان / أبريل 2017 وذلك لتعزيز الوعي بدور الإبداع الابتكار في تحقيق التنمية المستدامة، والتأكيد على دور الصناعات الإبداعية كجزء خطط النمو الاقتصادي والتخفيف من الفقر، حيث بلغ حجم التجارة العالمية بالسلع والخدمات الإبداعية خلال العام 2011 624 مليار دولار أمريكي.